# 박지은 (바둑 기사)
박지은(朴鋕恩, 1983년 10월 4일 부산광역시 해운대 ~ )은 대한민국의 여자 바둑 기사이다.

## 약력
- 1997년 입단.
- 1999년 2단 승단. 제9기 신인왕전 본선. 제1회 흥창배 본선.
- 2000년 제1회 여류명인전 우승, 제2회 흥창배 준우승, 제2기 여류명인전 준우승, 제19기 KBS 바둑왕전 본선, 제7기 여류국수전 본선, 제1회 동방항공배 본선.
- 2001년 3단 승단. 제36기 패왕전 본선.
- 2002년 호작배 준우승. 도요타덴소배 본선.
- 2003년 제5기 여류명인전 본선. 4단 승단(6월). 제5회 농심배 한국대표(최초의 여류기사 국가대표). 제2회 정관장배 우승(대 윤영선, 생애 첫 세계여자대회 우승)
- 2004년 제8회 SK가스배 신예프로10걸전 9위. 제1회 중환배 본선 진출(특별초청). 제3회 정관장배 세계여자바둑최강전 한국대표.
- 2005년 제7기 여류명인전 본선. 제5기 오스람코리아배 신예연승최강전 4강. 2005 한국바둑리그 출전. 6단 승단(5월). 제11기 프로여류국수전 본선.
- 2006년 제4기 정관장배 한국대표
- 2007년 7단 승단, 제5회 정관장배 한국대표, 제9기 STX배 여류명인전 본선, 제1회 대리배 세계바둑여자 선수권대회 우승(대 김혜민 2:1, 8단 승단)
- 2008년 제6회 정관장배 한국대표, 2007 바둑대상 여자기사상, 여자인기기사상 수상 , 제1회 원양부동산배 우승(대 루이나이웨이 2:1), 한국 최초 여류 9단으로 승단, 제13회 여류국수전 우승(대 이민진 2:1), 제1회 세계마인드스포츠게임 여자 개인전 동메달, 제7회 정관장배 한국대표
- 2009년 2008 바둑대상 여자인기기사상 수상, 제11기 STX배 여류명인전 본선, 제3기 지지옥션배 본선, 제8회 정관장배 세계여자바둑최강전 한국대표
- 2010년 제8회 정관장배 세계여자바둑최강전 4연승으로 우승 견인(쑹룽후이, 스즈키 아유미, 예구이, 리허), 제6기 한국물가정보배 프로기전 본선, 제4기 지지옥션배 본선, 제1기 궁륭산 병성배 세계여자바둑대회 우승(대 헤이자자) 제4기 지지옥션배 최종전(대 조훈현) 승리
- 2011년 제13기 여류명인전 본선, 제9회 정관장배 최종국 승리로 우승 확정(대 루이나이웨이), 제1회 황룡사가원배 여자단체전 준우승(2승1패), 제16회 삼성화재배 본선32강 진출, 제2회 궁륭산 병성배 우승(1-0, 대 탕이 2단)
- 2012년 제17기 여류국수전 준우승(대 박지연 1-2), 제1회 화정차업배 3전 전승 우승(3개국 단체전 한국 : 박지은,김혜민,조혜연 전원 전승), olleh배 본선 2라운드 진출, 제6기 지지옥션배 본선 진출(랭킹시드)
- 2013년 제2회 화정차업배 우승(주장 개인승수 2승1패)
- 2014년 여류국수전 준우승 (대 김채영 1:2)